# Logona Esau
Logona Esau (* 2. März 1987 in Nukufetau) ist ein tuvaluischer Gewichtheber.

## Karriere
Logona Esau nahm als Fahnenträger seines Landes an den Olympischen Sommerspielen 2008 teil, wobei er den 23. Rang in der Kategorie bis 69 kg mit 254 kg erringen konnte. Der Tuvaluer gewann die Silbermedaille der Ozeanienmeisterschaften 2007 im Stoßen in der Gewichtsklasse bis 69 kg mit einer Leistung von 141 kg. Bei der Weltmeisterschaft 2007 belegte er den 53. Platz mit 244 kg.